# Богданівка (Коростенський район)
Богдані́вка — село в Україні, в Овруцькій міській територіальній громаді Коростенського району Житомирської області. Кількість населення становить 274 особи (2001).

## Населення
Відповідно до результатів перепису населення Російської імперії 1897 року, загальна кількість мешканців села становила 583 особи, з них: православних — 520, юдеїв — 59, чоловіків — 296, жінок — 287.
В кінці 19 століття в селі проживало 417 мешканців, дворів — 80, у 1906 році — 321 житель та 80 дворів, станом на 1923 рік в поселенні налічувалося 157 дворів та 762 мешканці.
Відповідно до результатів перепису населення СРСР, кількість населення, станом на 12 січня 1989 року, становила 396 осіб. Станом на 5 грудня 2001 року, відповідно до перепису населення України, кількість мешканців села становила 274 особи.

## Історія
У 1650 році село знищене овруцькими боярами під керівництвом Ничипора Жука. Перебувало у власности Потоцьких, згодом належало Дзердзеєвським.
28 листопада 1875 року передане з підпорядкування Народицької волості до складу Гладковицької волості Овруцького повіту.
В кінці 19 століття — село Гладковицької волості Овруцького повіту, за 12 верст від Овруча, православна парафія — Ласки.
У 1906 році — сільце Гладковицької волості (1-го стану) Овруцького повіту Волинської губернії. Відстань до повітового центру, м. Овруч, становила 13 верст, від волосного правління, с. Гладковичі — 2 версти. Найближче поштово-телеграфне відділення розташовувалося в м. Овруч.
В 1923 році увійшло до складу новоствореної Богданівської сільської ради, котра, від 7 березня 1923 року, стала частиною новоутвореного Овруцького району Коростенської округи; адміністративний центр ради. Розміщувалося за 8 верст від районного центру, м. Овруч.
11 серпня 1954 року, внаслідок укрупнення сільських рад, Богданівську сільраду ліквідовано, с. Богданівка включене до складу Великочернігівської сільської ради Овруцького району Житомирської області.
23 липня 1991 року, відповідно до постанови Кабінету Міністрів Української РСР № 106 «Про організацію виконання постанов Верховної Ради Української РСР…», село віднесене до зони гарантованого добровільного відселення (третя зона) внаслідок аварії на Чорнобильській АЕС.
13 квітня 2017 року село увійшло до складу новоствореної Овруцької міської територіальної громади Овруцького району Житомирської області. Від 19 липня 2020 року, разом з громадою, в складі новоствореного Коростенського району Житомирської області.